# Меґан Клайне
Меґан Клайне (англ. Megan Kleine, 22 грудня 1972) — американська плавчиня.
Олімпійська чемпіонка 1992 року.